# Pharamond
Pour les articles homonymes, voir Pharamond (homonymie).
Pharamond est le nom qui fut donné durant le Moyen Âge et l'Ancien Régime au premier roi des Francs et ancêtre des Mérovingiens.
Ses qualités de roi des Francs et d'ancêtre mérovingien sont depuis rejetées par la critique historique et son historicité est également mise en doute. Il est considéré depuis lors comme un personnage essentiellement mythique.

## Étymologie
Le nom Faramond renvoie aux éléments franciques fara (du proto-germanique *faranan « voyager » ; cf. aussi allemand fahren) et mund (du proto-germanique *mundō « protection »). Compte tenu de l'origine germanique du prénom, l'orthographe Faramond est préférable.

## La réalité

### Critique sur l'historicité du personnage
Après l'avènement de l'historiographie moderne (fin XIXe siècle), sa parenté avec les Mérovingiens a été reconnue comme légendaire. La raison en est la suivante : l'auteur anonyme du Liber historiæ Francorum (« Livre de l'Histoire des Francs ») résume les six premiers livres de Grégoire de Tours en y ajoutant vingt et une informations,. Il ne connaît donc pas l'histoire du Ve siècle puisqu'il n'utilise qu'une unique source. Il est donc fortement improbable qu'il puisse découvrir, trois cents ans après, un personnage de la généalogie des Mérovingiens alors que Grégoire de Tours lui-même n'a pas réussi avant lui. L'auteur du Liber semble avoir puisé le nom de Pharamond dans une généalogie écrite au début du VIIe siècle.
Voici ce que dit l'historien belge Godefroid Kurth à son sujet dans son Histoire Poétique des Mérovingiens en 1893 :

« Le Liber Historiae nous fait assister au même travail de combinaison arbitraire, et à la même intrusion de l'apocryphe. Les Francs sortis de Sicambria avec leurs princes Marcomir, fils de Priam, et Sunno, fils d'Anténor, s'établissent dans la Thuringie, que notre auteur, naturellement, place sur la rive droite du Rhin. Après la mort de Sunno, ils décident de n'avoir qu'un roi, comme les autres nations, et ils choisissent Pharamond, son fils. L'auteur, pour ne pas nous laisser d'inquiétude au sujet de la manière dont Marcomir prit cette élimination, a la précaution d'ajouter qu'elle s'était faite sur son conseil : Marchomiris quoque eis dedit hoc consilium. Tout cela sent l'officine littéraire, et contredit d'ailleurs formellement le récit de Grégoire de Tours : il faut choisir entre les données de celui-ci et les inventions de l'interpolateur lettré. D'aucune manière, il n'est permis de voir dans ces dernières un supplément d'information puisé à la même source traditionnelle ; si nous en exceptons le nom de Pharamond, dont il sera reparlé plus loin, tout le reste est étranger à la tradition orale des Francs. »

— Page 105-106

« Celle [la généalogie] du Liber a-t-elle plus de valeur ? Ce qui la rend tout aussi suspecte, c'est le double  et imaginaire lien de filiation établi, d'abord entre Marcomir et Sunno d'une part et Priam et Anténor de l'autre ; puis entre Marcomir et Clodion par l'intermédiaire de Faramond. Mais, s'il en est ainsi, que devient la personnalité de ce dernier ? Est-il purement et simplement inventé pour fournir un anneau de plus à la chaine un peu trop courte qui fait de Clodion un arrière-petit-fils de Priam ? Cela est peu probable : l'invention proprement dite, consistant à créer de toutes pièces un nom imaginaire pour les besoins de la cause, ne peut guère être supposée chez des écrivains aussi simples que nos chroniqueurs mérovingiens, et je ne consentirai à l'admettre qu'à bon escient. Mais alors faudrait-il supposer que c'est la tradition populaire qui a fourni Faramond ? Cela aussi me parait invraisemblable, car comment supposer que Grégoire de Tours qui a puisé également à la tradition populaire, aurait repoussé ce nom s'il l'y avait trouvé, lui qui s'est donné tant de peine pour faire remonter aussi haut que possible la lignée des ancêtres de Clovis ? Reste une dernière supposition : Faramond est un nom que l'auteur de Liber Historiae a trouvé dans quelque autre série de récits francs, et qu'il a cru pouvoir considérer comme un roi, pour des motifs que nous ignorons, mais qui sont sans doute aussi futiles que les précédents. Faramond, si je ne me trompe, a une royauté de même aloi que Marcomir et Sunnon, et, probablement, n'a pas été inventé plus qu'eux. En fixant dans sa généalogie fallacieuse ce nom nomade et obscur, l'humble chroniqueur du VIIIe siècle était bien loin de se douter de la fortune prodigieuse dont il lui serait redevable dans la suite, puisque Sa Majesté Faramond I a depuis lors ouvert l'histoire des dynasties qui ont régné sur le beau pays de France, et que, récemment encore, un orateur académique, parlant au roi des Belges, le citait parmi une des gloires nationales ! Hélas ! Le trône de Faramond est désormais renversé comme tant d'autres, et, après avoir régné pendant douze siècles dans les écrits des historiens, le premier roi des Francs est convaincu de ne devoir son titre séculaire qu'à l'erreur d'un moine neustrien de Saint-Denys, qui écrivait au fond de son couvent, en l'an de grâce 727, une chronique remplie de fables et de légendes ! »

— Page 135-136
On voit, par cette seconde citation, que Godefroid Kurth n'affirme pas la non-existence historique d'un Faramond, mais rejette seulement sa qualité de roi des Francs et d'ancêtre des Mérovingiens.

### LesFaramondhistoriques
L’histoire a retenu plusieurs personnes prénommées Faramond :
- Le prêtre Faramond de Paris : il serait né vers 550 près de Paris. C'était un prêtre parisien, frère de l'évêque Ragnemond de Paris (évêque de 576 à 591). L'évêque Ragnemond avait désigné son frère Faramond pour lui succéder. Mais en 591, à la mort de l'évêque, Faramond se fait ravir le siège épiscopal par un riche marchand syrien nommé Eusèbe. Faramond meurt sans doute vers 600-610.
- L'évêque Faramond de Maastricht : il serait né vers 625. En 675, après la mort de Childéric II, l'évêque Lambert de Maastricht est chassé de son siège par les partisans du maire du palais Ebroïn. Ceux-ci le remplacent par Faramond. Vers 681/682, c'est Faramond qui est banni à son tour et Lambert reprend possession de son église. Faramond meurt sans doute vers 690-700.
- L'évêque Faramond de Cologne : il serait né vers 650. Il est évêque de Cologne d'environ 716 à environ 723, date probable de sa mort.

## La légende

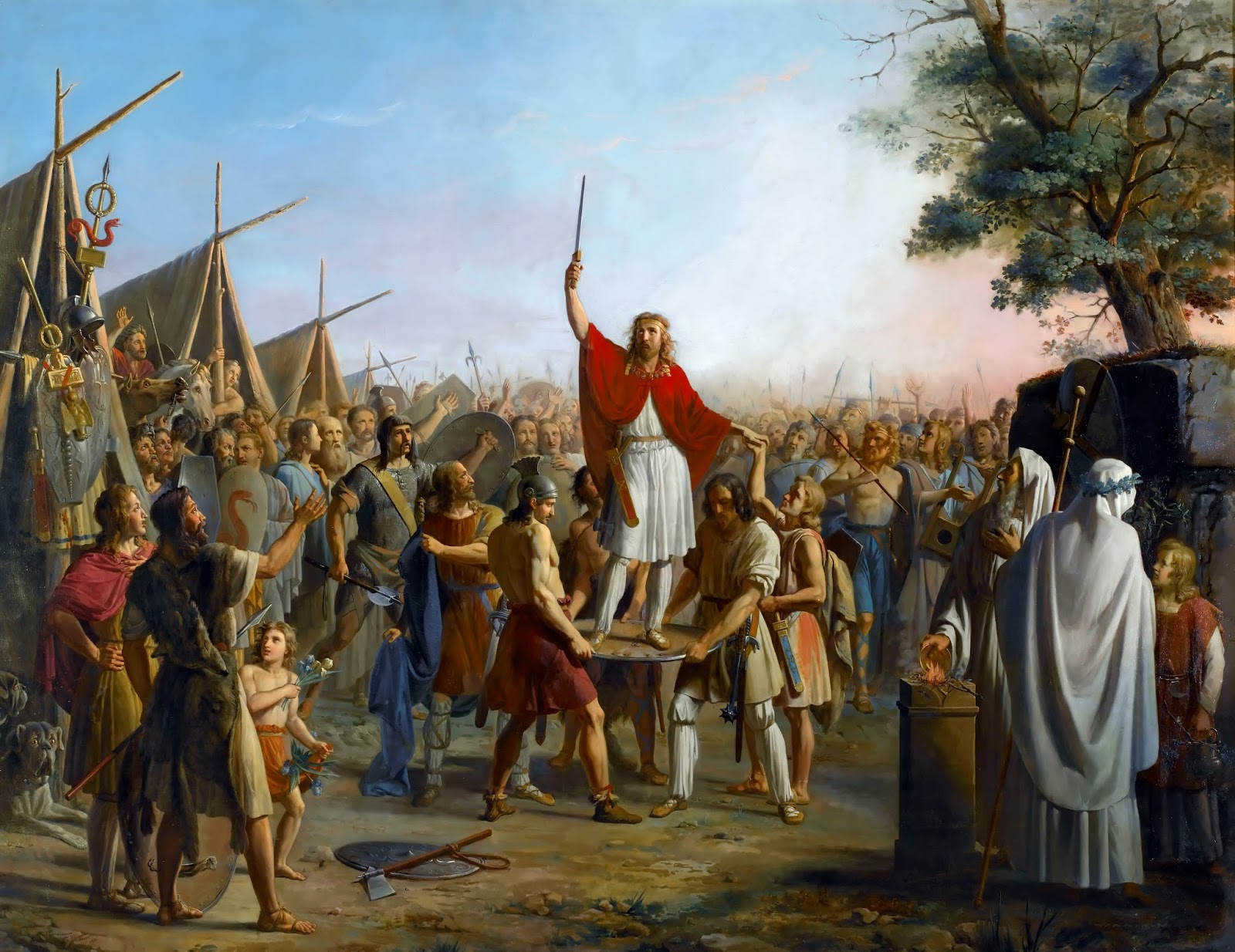
Pharamond élevé sur le pavois par Pierre Révoil.

Présenté pour la première fois comme un roi des Francs dans une généalogie anonyme du début du VIIe siècle, cette affirmation est reprise à nouveau en 727 dans le Liber Historiae Francorum. Il y est dit qu'il est le fils de Marcomir et le père de Clodion le Chevelu. Il y est présenté comme un législateur et comme l'initiateur de la loi salique. Il fut donc par la suite, longtemps considéré comme le premier roi mérovingien. Les historiens le faisaient régner au début du Ve siècle, aux alentours de 420.
Présenté comme le fils de Marcomir, Faramond fut élu roi car, affirment les Grandes Chroniques de France, « les Français voulaient avoir un roi comme les autres nations ».
Au XIIe siècle, Sigebert de Gembloux consacre dans sa Chronographia un long paragraphe à la loi salique : c'est sous le règne de Faramond que fut rédigée la loi salique par quatre conseillers du roi : Wisogast, Arogast, Salegast, Widogast.
Son existence répond au besoin qu'eurent les Francs puis les Français de conforter leur conscience nationale par celle d'un premier roi.
Il était donc naturel que les manuels d'histoire de France commencent avec Faramond ou que les actes publics l'évoquent, ce dont témoignent de nombreux faits, par exemple :
- dans la Grand-Salle du Palais de la Cité bâtie à la fin du règne de Philippe IV le Bel, tous les rois des Francs puis de France étaient représentés sous forme de statues, le premier roi représenté étant Faramond[7] ;
- en août 1789, Charles-François Bouche, avocat au Parlement, data un projet de déclaration « de l'an 1789 après J.-C., 1371 ans après Pharamond premier roi de France[8] » ;
- peu avant la Révolution, on donnait Louis XVI soixante-sixième roi de France en commençant par Faramond[9].

Le roi Louis XV, inquiet du passé agité de sa nouvelle favorite, Madame du Barry, aurait demandé un jour au duc d'Ayen : « Est-ce que je ne succède pas à Sainte-Foix ? » Le duc lui aurait répondu : « Oui Sire, comme votre Majesté succède à Pharamond. »

## Le Pharamond du récit arthurien
Un dénommé Pharamond (parfois sans le « d ») apparaît dans les récits arthuriens, comme chevalier de la Table ronde. Il y est présenté comme Gaulois, sa devise étant « Gaule ! Gaule ! ». Il est affublé d'un blason à trois crapauds,[réf. nécessaire] le même que celui de Clovis Ier et des souverains francs. Il se pourrait que le Pharamond des récits arthuriens et celui des récits francs ne soient qu'un seul et même personnage semi-mythique. Son origine gauloise dans les histoires de la Table ronde s'accorde néanmoins mal avec le caractère d'ancêtre des rois francs du Pharamond « dynastique »,.

## Ouvrages historiques et œuvres littéraires évoquant Faramond

### Ouvrages historiques
- En 455, Prosper d'Aquitaine (Prosper Tiro) écrit une Chronique de la Gaule. Une erreur de traduction d'une ancienne édition de sa chronique a fait croire qu'il parlait d'un personnage nommé Faramond. On sait aujourd'hui que Prosper n'a jamais parlé de Faramond.

- En 592 dans son Histoire des Francs Grégoire de Tours nous parle pour la première fois d'un des Faramond historiques. Voici le passage en question : « C'est alors que décéda Ragnemond, évêque de Paris et tandis que son frère le prêtre Faramond briguait l'évêché, un certain Eusèbe, marchand syrien de race qui avait fait de nombreux présents, fut nommé à sa place… » (Livre 10, chapitre 26). L'événement se passe en 591.

- Au début du VIIe siècle[Note 2], un Neustrien anonyme rédige une généalogie de rois francs. Il cite pour la première fois Pharamond : « On dit que le premier roi des Francs est Faramond. Faramond engendre Clenus et Clodion. Clodion engendre Clodebaud. Clodebaud engendre Clodéric. Clodéric engendre Clovis et Clodomir. Clovis engendre Childebert, Thierry et Clotaire. Clotaire engendre Gonthaire, Caribert, Gontran, Chramn et Sigebert. Sigebert engendre Childebert. Childebert engendre Thibert, Thierry et Chilpéric. Chilpéric engendre Clotaire. » Cette généalogie, remplie d'erreurs[Note 3], n'est pas retenue par la plupart des historiens contemporains. Christian Settipani, suivant d'autres auteurs comme Martin Heinzelmann, en tient compte mais en la modifiant : il considère en effet que c'est une interpolation, les liens de parentés ayant été ajoutés après coup, d'une liste de rois de francs rhénans (incomplète, car il y manque au moins Sigebert le Boiteux). Il admet que ni la généalogie de Frédégaire ni celle du Liber : « ne s'impose comme l'expression de la réalité[13] ». Il pense que cette généalogie n'a pas servi de source à l'auteur du Liber Historiae Francorum, car ce dernier ne mentionne que Faramond sans citer Clenus[14]. L'argument est faible car l'auteur n'a pas besoin de Clenus pour rattacher Marcomir aux Mérovingiens. Godefroid Kurth en revanche pense que cet auteur dispose d'un catalogue des rois francs indépendant de Grégoire de Tours[3].

- En 727, le Liber Historiæ Francorum donne la généalogie suivante : Marcomir père de Faramond, père de Clodion le Chevelu. Voici le passage en question : « Regem vero sibi instar ceterarum Franci eligentes nationum, Faramundus Marchomiri filium solio sublimant regio. Cui filius successit Clodio crinitus[15],[Note 4]. »

- En 1461, Les Grandes Chroniques de France.

- En 1833, l'historien Augustin Thierry l'évoque dans son célèbre Récit des temps mérovingiens[16].

### Œuvres littéraires
- En 1661, le dramaturge Gautier de Costes de La Calprenède lui consacre le roman Faramond.

- En 1715, Louis de Rouvroy, duc de Saint-Simon fait appel à Pharamond au début de ses Mémoires (tome 6, collection « La Pléiade », Gallimard) pour expliquer l'origine de la féodalité et de la pairie en France.

- En 1738, Georg Friedrich Haendel créé Faramondo un opéra en trois actes d’après le roman de Gautier de Costes de La Calprenède.

- En 1809, l'écrivain François-René de Chateaubriand le cite dans un passage de son épopée en prose Les Martyrs : « Pharamond ! Pharamond ! Nous avons combattu avec l'épée... ». En note dans sa 2e édition, il place l'histoire de son personnage au IIIe siècle[17].

- En 1830, l'écrivain Victor Hugo le cite dans son roman Notre-Dame de Paris lorsque Quasimodo reçoit un carreau d'arbalète dans le bras : « Quasimodo ne s'en émut pas plus que d'une égratignure au roi Pharamond. » (Livre X)

- En 1848, l'écrivain Alexandre Dumas le cite dans un passage du tome I de son roman Vingt Ans après lorsque Porthos évoque avec dépit la noblesse locale qui le tient à l'écart : « ce sont des hobereaux qui ont tous un titre quelconque et prétendent remonter à Pharamond, à Charlemagne ou tout au moins à Hugues Capet. »
- En 1890, Octave Mirbeau le mentionne dans Sébastien Roch, en décrivant une nappe de cire frappée de la généalogie royale de la France.

- En 1991, l'écrivain Jean Raspail y fait fréquemment allusion dans son roman  Sire  qui met en scène le sacre de Philippe Pharamond de Bourbon en 1999 à Reims, sous le nom de Pharamond II, nom choisi en évidente référence à notre premier roi légendaire.